# Eudendrium garis
Eudendrium garis is een hydroïdpoliep uit de familie Eudendriidae. De poliep komt uit het geslacht Eudendrium. Eudendrium garis werd in 2006 voor het eerst wetenschappelijk beschreven door Puce, Cerrano, Di Camillo, Bavestrello & Marques. 